# 町田康
町田康（町田康，1962年1月15日—），日本朋克摇滚乐歌手、演員、作家與詩人，本名為町田町藏（まちだ まちぞう），出生於日本大阪府堺市。
町田康在1981年就讀中學時，組成龐克搖滾樂團「INU」擔任主唱，發行專輯而踏入日本樂壇。1996年發表小說處女作《楠木的大黑》（くっすん大黒）而成為文壇新秀，其作品風格幽默、打破諸多純文學傳統而受到青睞；2000年以另一部小說作品《破碎》（きれぎれ）獲得日本最高文學榮譽芥川賞，之後即以作家身份自居。

## 関連項目
- 山崎春美
- 石井聰亙
- 諏訪敦彦
- JAGATARA
- 遠藤ミチロウ
- 山本政志
- 大槻ケンヂ
- 河内十人斬り
- 中島らも
- 布袋寅泰
- 見沢知廉
- 本田久作